# Bernard Marchand
Bernard Marchand (* 31. Januar 1912 in Saint-Ursanne; † 2000) war ein Schweizer Sprinter.

## Leben
Bei den Olympischen Spielen 1936 in Berlin schied er über 100 m und in der 4-mal-100-Meter-Staffel im Vorlauf aus.
1938 wurde er bei den Leichtathletik-Europameisterschaften in Paris Sechster über 100 m. Über 200 m erreichte er den Halbfinal, und in der 4-mal-100-Meter-Staffel wurde er im Final mit der Schweizer Mannschaft disqualifiziert.
Seine persönliche Bestzeit über 100 m von 10,7 s stellte er 1937 auf.